# Manuel da Cunha e Meneses
Manuel Inácio da Cunha e Menezes, conde de Lumiares (Santa Maria da Graça, Setúbal, 13 de janeiro de 1742 - Carnaxide, Oeiras, 19 de setembro de 1791) foi governador colonial da Capitania da Bahia entre 8 de setembro de 1774 e 13 de novembro de 1779.

## Dados genealógicos
Filho de José Félix da Cunha e Meneses e de Constança Xavier de Meneses. Era irmão de Francisco da Cunha e Meneses.
Faleceu aos 49 anos na Quinta de São José de Ribamar em Carnaxide e foi sepultado no convento franciscano junto à quinta.
Casou com:
- Maria do Resgate Carneiro Portugal da Gama Vasconcelos Sousa Faro, 3.ª condessa de Lumiares (25 de março de 1771 - 26 de março de 1823), teve:
  - José Manuel da Cunha Faro Menezes Portugal Gama Carneiro e Sousa, 4.° conde de Lumiares;

- E com Perpétua Gertrudes de Morais Sarmento, teve:
  - Manuel Inácio da Cunha e Meneses, visconde do Rio Vermelho.[3]